# John Daggett
John Daggett (* 9. Mai 1833 in Newark, New York; † 30. August 1919 im Siskiyou County, Kalifornien) war ein US-amerikanischer Politiker. Zwischen 1883 und 1887 war er Vizegouverneur des Bundesstaates Kalifornien.

## Werdegang
Um das Jahr 1852 kam John Daggett mit seinem Bruder David nach Kalifornien, wo er im Minengeschäft arbeitete. Gleichzeitig schlug er als Mitglied der Demokratischen Partei eine politische Laufbahn ein. Zwischen 1859 und 1861 sowie nochmals von 1881 bis 1883 saß er als Abgeordneter in der California State Assembly.
1882 wurde Daggett an der Seite von George Stoneman zum Vizegouverneur von Kalifornien gewählt. Dieses Amt bekleidete er zwischen 1883 und 1887. Dabei war er Stellvertreter des Gouverneurs und Vorsitzender des Staatssenats. Von 1893 bis 1897 leitete er die Münzanstalt in San Francisco. Danach war er wieder im Minengeschäft tätig. Er starb am 30. August 1919. Die Stadt Daggett wurde nach ihm benannt.